# Йоганн Фрідріх Вільгельм Гербст
Йо́ганн Фрі́дріх Вільге́льм Ге́рбст (нім. Johann Friedrich Wilhelm Herbst; 1 листопада 1743 — 5 листопада 1807) — німецький натураліст та ентомолог, автор низки багатотомних праць та першоописів комах.

## Біографія
Вивчав теологію в Галльському університеті, потім працював вихователем.
З 1769 року служив священиком у прусській армії. З 1798 працював дияконом, а з 1805 і до своєї смерті — архідияконом у Марієнкірхе в Берліні.
Захоплювався зоологією, займався систематикою комах. Мав численну колекцію комах. Разом з Карлом Густавом Яблонським був редактором «Naturgeschichte der in- und ausländischen Insekten» (1785—1806, 10 томів), що було однією з перших спроб повного дослідження твердокрилих. «Naturgeschichte der Krabben und Krebse» Гербста, випущена частинами, була першим повним дослідженням ракоподібних.
Одружився 1770 року в Берліні з Єфросинією Луїзою Софією, дочкою прусського гофрата Ліберта Вальдшмідта. Дітей не мав.
Помер у Берліні у 1807 році.

## Найвизначніші праці
- Naturgeschichte der in— und ausländischen Insekten (1785—1806, 10 томів) (у співавторстві з Карлом Густавом Яблонським);
- Anleitung zur Kenntnis der Insekten (1784-86, 3 томи);
- Einleitung zur Kenntnis der Würmer (1787-88, 2 томи);
- Систематика безкрилих комах (нім. Natursystem der ungeflügelten Insekten) (1797—1800, 4 томи).